# Formatie van Urk
De Formatie van Urk (afkorting: UR) is een geologische formatie gevormd in het Midden-Pleistoceen. De formatie is genoemd naar de plaats Urk in Flevoland. Samen met een groot aantal andere formaties van Neogene en Kwartaire ouderdom vormt de Formatie van Urk de Boven-Noordzee Groep, die op de meeste plaatsen de bovenste honderden meters van de Nederlandse ondergrond beslaat. De Formatie van Urk werd afgezet door de Rijn.

## Lithologie
De Formatie van Urk wordt gekenmerkt door fijne tot grove bonte zanden en grinden. Daarnaast kan ook klei voorkomen in de formatie. De formatie onderscheidt zich van de oudere Formatie van Sterksel door de aanwezigheid van hogere percentages (>c.3%) augiet en andere vulkanische zware mineralen. Deze mineralen zijn afkomstig van gesteenten uit een bepaalde fase uit het Eifelvulkanisme. Deze fase wordt gekenmerkt door de Brockentuff of Selbergittuff die gedateerd is op ongeveer 450 ka. Van de jongere Formatie van Kreftenheye onderscheidt de Formatie van Urk zich door de afwezigheid van glaciale componenten in de grindfractie. Deze componenten werden aangevoerd met het landijs uit het Saalien.

## Onderverdeling en ontstaan
Regionaal worden binnen de Formatie van Urk de volgende laagpakketten onderscheiden;
- Laagpakket van Veenhuizen; grof en grindig zand en klei. Het laagpakket wordt alleen onderscheiden als de Formatie van Peelo op het Laagpakket aanwezig is. Het voorkomen ervan is beperkt tot Noord Nederland.
- Laagpakket van Tijnje; grof en grindig zand, spoor glimmers en lokaal dikke kleilagen. De eenheid wordt alleen onderscheiden in het gebied waar de Formatie van Peelo onder het Laagpakket aanwezig is. Het voorkomen ervan is beperkt tot Noord Nederland.
- Laagpakket van Lingsfort; grof en grindig zand, bruin tot grijs. Kenmerkend is het grote aandeel van bruine hoornblende in de zwaremineralenfractie van het zand. Deze afzettingen komen voor in de omgeving van Lingsfort en vormen de Nederlandse voortzetting van de Duitse Obere Mittelterrasse. De belangrijkste ontsluiting waarin de zwaremineralenassociatie werd aangetroffen is de Hullekensberg bij De Steeg. Het Laagpakket van Lingsfort vormt de oudste eenheid van deze formatie.